# Cloracné
El cloracné es una enfermedad cutánea crónica de tipo acné producida por la sobreexposición a ciertos hidrocarburos aromáticos halogenados tales como dioxinas, dibenzofuranos o PCBs. Se caracteriza por la aparición de comedones no inflamados, quistes eritematosos y pústulas. Las lesiones se localizan con mayor frecuencia en las mejillas, detrás de los oídos, en el cuello, en las axilas y en la región de la ingle.

## Historia
El cloracné fue descrito por primera vez en 1897 por Von Bettman, en trabajadores alemanes, y el término fue propuesto por Herxheimmer en 1899 ya que se creía que su origen era la exposición al cloro. No fue sino hasta mediados de los años 50 en que se asoció con los hidrocarburos aromáticos policíclicos.
Asociado también a pesticidas.

## Epidemiología
El cloracné es una enfermedad principalmente ocupacional, pero también puede producirse por exposición ambiental o involuntaria en otros ámbitos. Después de la Segunda Guerra Mundial, varios episodios de envenenamiento a gran escala por dioxina han ocurrido: en 1953 en Ludwigshafen am Rhein, Alemania; en 1963 en Ámsterdam, Países Bajos; en 1968 en Fukuoka, Japón; en 1976 en Seveso, Italia; en 1979 en Changhua, Taiwán; todos ellos con un gran número de afectados (entre 193 y 2061) y de ellos un porcentaje variable de pacientes con cloracné severo. En 2004, el expresidente de Ucrania, Víktor Yúshchenko, fue envenenado con 2,3,7,8-tetraclorodibenzo-p-dioxina o TCDD, un tipo de dioxina, sufriendo, entre otras cosas, un cloracné que le dejó notorias cicatrices en su rostro.

## Cuadro clínico
La enfermedad se presenta con una proliferación de comedones que evolucionan a nódulos y quistes inflamados, y finalmente a quistes no inflamados enrojecidos ("como fresas"), en la zona periocular, cigomática o malar, temporal, mandibular, auricular y retroauricular. También puede afectarse cualquier otra parte del cuerpo, inclusive los genitales. Las lesiones suelen dejar cicatrices profundas.
La evolución de la enfermedad es muy variable. En algunos casos, las lesiones se pueden eliminar, con tratamiento, en unos dos años. En otros casos, las lesiones pueden ser permanentes. Según un estudio de 1984, la duración media de las lesiones fue 26 años, con algunos trabajadores con desfiguraciones más de tres décadas después de la exposición.